# Rio Tamanduateí
O Rio Tamanduateí é um rio que corta a Região Metropolitana de São Paulo, no estado de São Paulo,  Brasil.

## Etimologia
"Tamanduateí" é um termo de origem tupi que significa "rio dos tamanduás verdadeiros", através da junção dos termos tamandûá (tamanduá), eté (verdadeiro) e  'y  (rio). Ou seja, o "rio dos tamanduás-bandeiras".
Em outra versão que também considera a língua tupi, registra-se que o termo "Tamanduateí" significa "rio de muitas voltas". O nome teria sido conferido pelos indígenas em alusão ao trajeto originalmente sinuoso do rio.

## Hidrografia
No seu percurso original, o rio se encontrava com seu afluente principal: o Rio Anhangabaú, no lugar onde atualmente se encontram a Avenida São João e o Vale do Anhangabaú. Suas nascentes estão no Parque Municipal da Gruta de Santa Luzia no município de Mauá, na região da Serra do Mar. Passa pelos municípios de Mauá, Santo André e São Caetano do Sul e deságua no rio Tietê, na cidade de São Paulo.
A bacia hidrográfica do Rio Tamanduateí totaliza 320 quilômetros quadrados. Com 35 quilômetros de extensão, o rio faz parte da Sub-bacia Billings-Tamanduateí, que compõe a Bacia Hidrográfica do Alto Tietê.
Com o passar dos anos e a implementação de planos de canalização dos rios da cidade de São Paulo, o "Tamanduateí" perdeu suas curvas originais. O trajeto ondulante ocupava muito espaço e daí surgiu a ideia de ocupar essa área com construções e passagens de ruas. Os desvios feitos nos séculos XIX e XX criaram um curso artificial e retilíneo para o rio.
É margeado em grande parte pela Avenida do Estado, que corre em sentido contrário ao rio, ou seja, enquanto o rio tem sua foz no Rio Tietê, a avenida tem seu início no mesmo. Isso também ocorre com os outros dois grandes rios de São Paulo: o Tietê (indo em sentido oeste, enquanto a avenida segue para o leste) e Pinheiros (seguindo para o Tietê ao norte, ao contrário da avenida, que segue para o sul).
Atualmente, o rio está contaminado devido à poluição vinda de córregos afluentes, um deles o Ribeirão dos Meninos. Está em projeto sua despoluição, segundo fontes oficiais do Governo do Estado de São Paulo.[carece de fontes?]

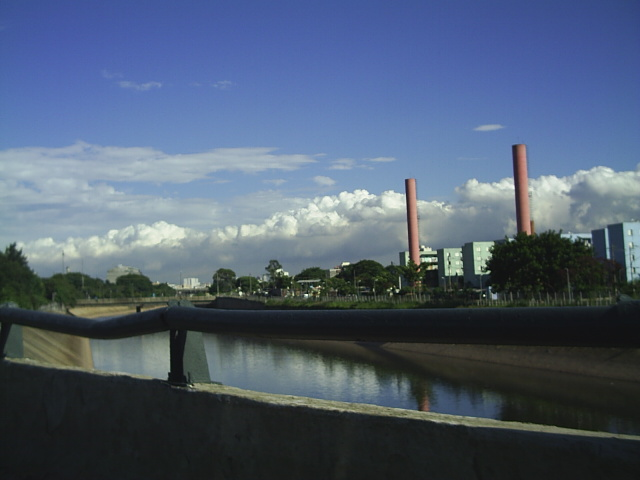
O rio visto da Via Professor Simão Faiguenboim, em sua foz no Rio Tietê. Percebe-se a calha do rio, a qual abrange apenas o seu término
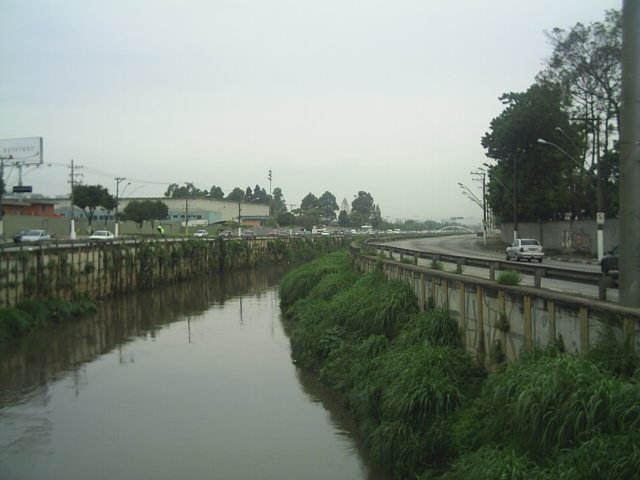
O rio na divisa entre São Paulo, à esquerda e Santo André, à direita
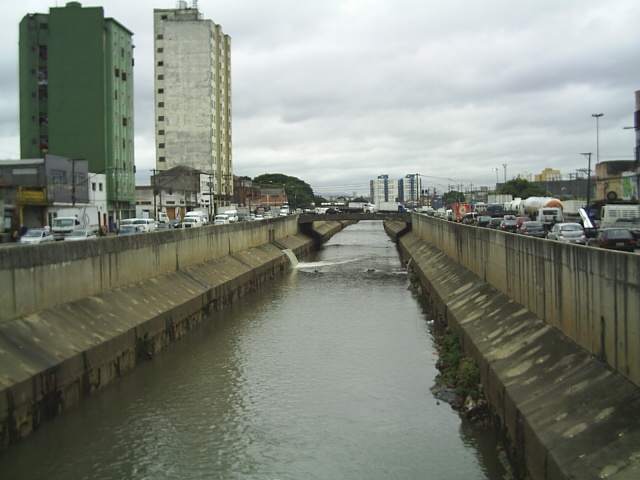
O Tamanduateí no limite do Centro, à esquerda, com a Zona Leste de São Paulo, à direita

## História

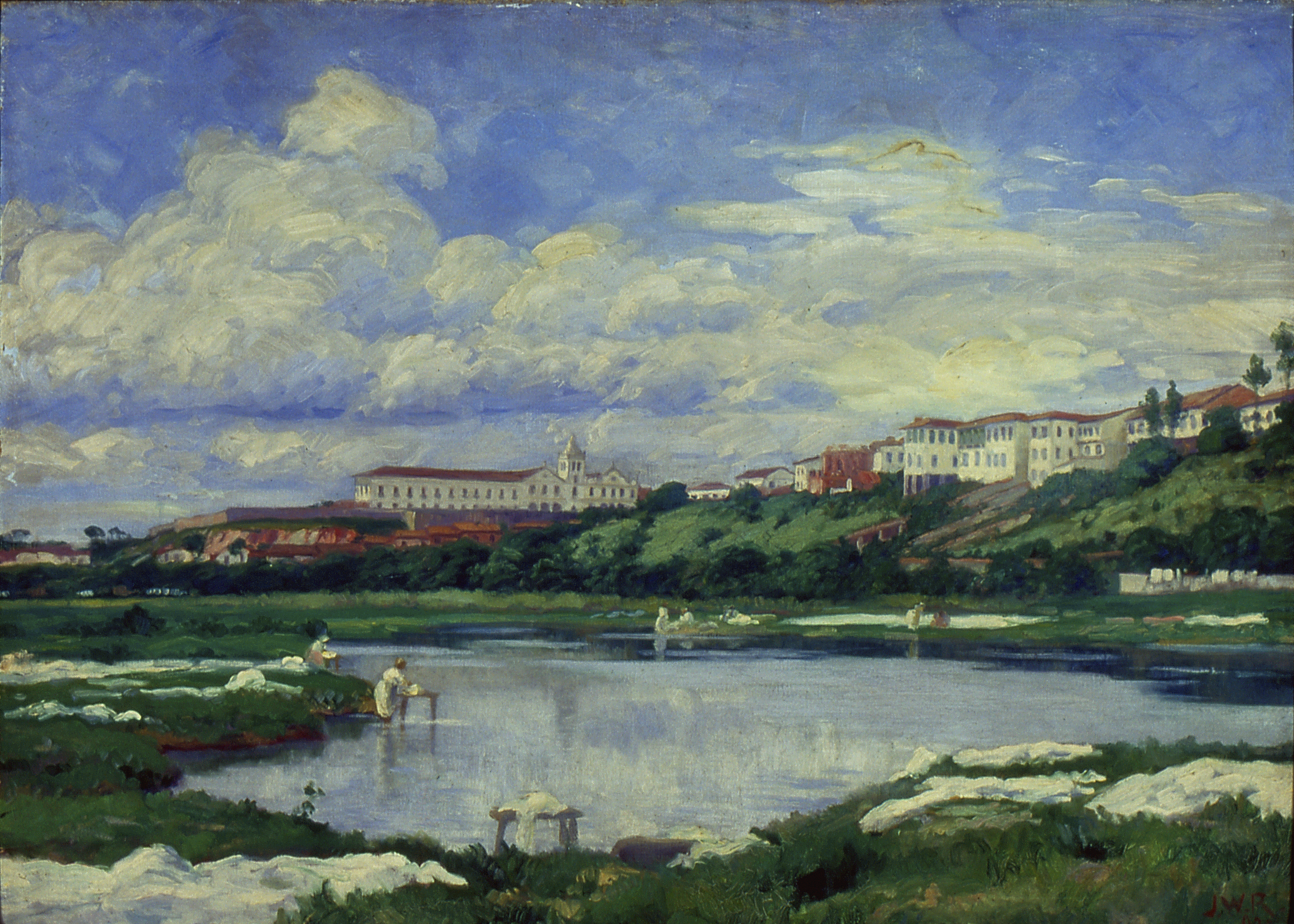
Várzea do Carmo e Rio Tamanduateí, de José Wasth Rodrigues (1858), retrata lavadeiras ao Tamanduateí, casas e o Convento do Carmo

O processo de urbanização na região central da cidade de São Paulo no século XIX perpassou o rio Tamanduateí que inicialmente era chamado de Rio Piratininga, daí o nome da cidade de São Paulo, quando ainda era uma Vila (São Paulo de Piratininga). O curso natural do rio compreendia uma série de voltas até encontrar o seu afluente Anhangabaú, de forma que os bairros do centro da cidade surgiram adaptados ao seu contorno.
O rio tem papel chave nesse momento de desenvolvimento da cidade de São Paulo, sendo via de transporte para mercadorias, local de pesca e ponto de encontro de lavadeiras. A várzea do Tamanduateí, assim como a Várzea do Carmo, eram utilizadas para banhos e faziam parte da vida social de São Paulo durante o período de urbanização da cidade. Artistas como Antonio Ferrigno, Arnaud Julien Palliè e Benedito Calixto retrataram entre o final do século XIX e início do século XX o rio Tamanduateí como integrado à paisagem de São Paulo, servindo à sua comunidade, embora ainda fosse um marco do limite geográfico de São Paulo, de onde podia se partir em direção ao Rio de Janeiro. Autores também descreveram a várzea do rio e o baixo da Ladeira do Carmo por seu teor operário, fabril e pobre, em oposição à região do Anhangabaú que com suas palmeiras imperiais e construções planejadas ostentava a rica economia do café paulista.
Em 1848, houve os primeiros esforços na eliminação das curvas sinuosas do rio Tamanduateí a fim de conter suas enchentes na região central de São Paulo, durante a gestão de João Theodoro.
Até meados do  século XIX o rio Tamanduateí possuía quatro portos na região central de São Paulo, sendo eles o Porto Geral, Tabatingüera, Figueira e Coronel Paulo Gomes.
Entre as décadas de 1870 e 1880, o rio Tamanduateí foi um dos pontos de lazer do paulistano, quando a "Ilha dos Amores", que era uma pequena ilhota ajardinada existente nas proximidades da atual Rua 25 de Março, mantinha quiosques com bebidas e comidas, além de uma casa de banho e espaço para o descanso, permitindo, assim, um local de entretenimento e lazer para a população, estimada nesta época em 31 mil habitantes conforme o censo de 1872. Após vários alagamentos, a ilha foi abandonada e deixou de existir no início do século XX, quando ocorreu a segunda retificação do rio.
O Tamanduateí, até o início do século XX, foi um via de transporte fluvial, atendendo o Mercado Grande (ou Mercado Velho) e o Mercado dos Caipiras que existiam na antiga Rua de Baixo, atual Rua 25 de Março, quando barcos transportavam mercadorias e escravos até o porto denominado de Ladeira Porto Geral. Frequentemente alagado por estar na área da várzea do Tamanduateí, o local ficou conhecido também como "beco das sete voltas".

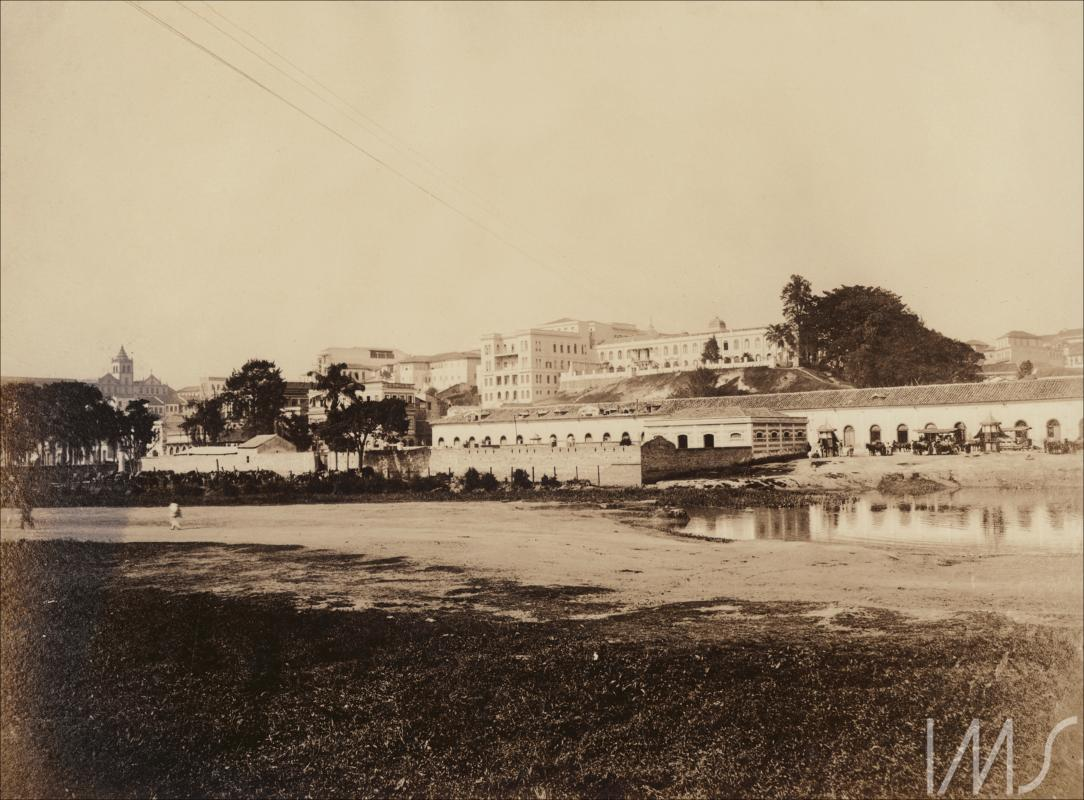
Várzea do Mercado e o Mercado Caipira: a fotografia de Guilherme Gaensly retrata à esquerda também a Ilha dos Amores
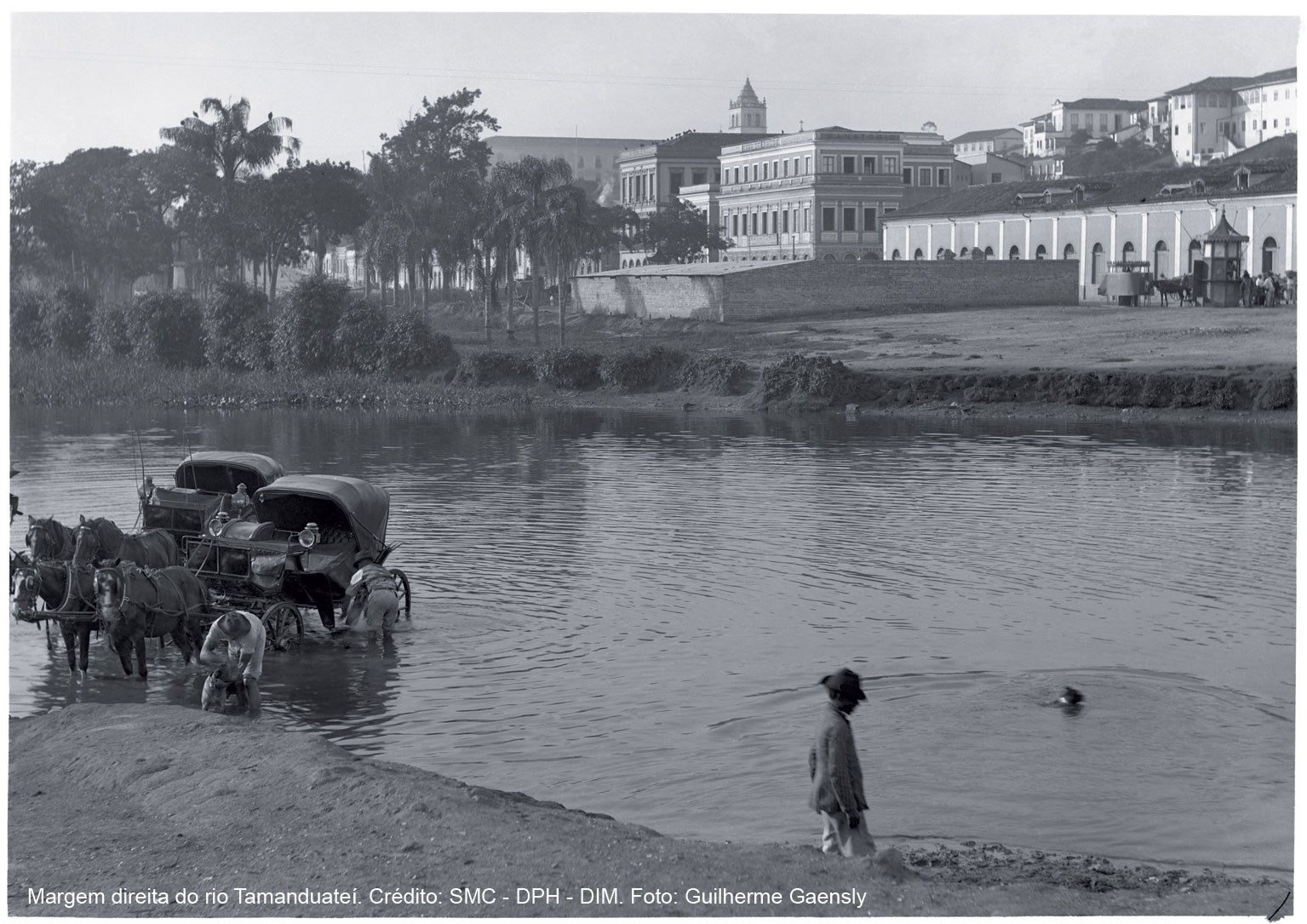
Margem direita do rio Tamanduateí no início do século XX. Fotografia de Guilherme Gaensly
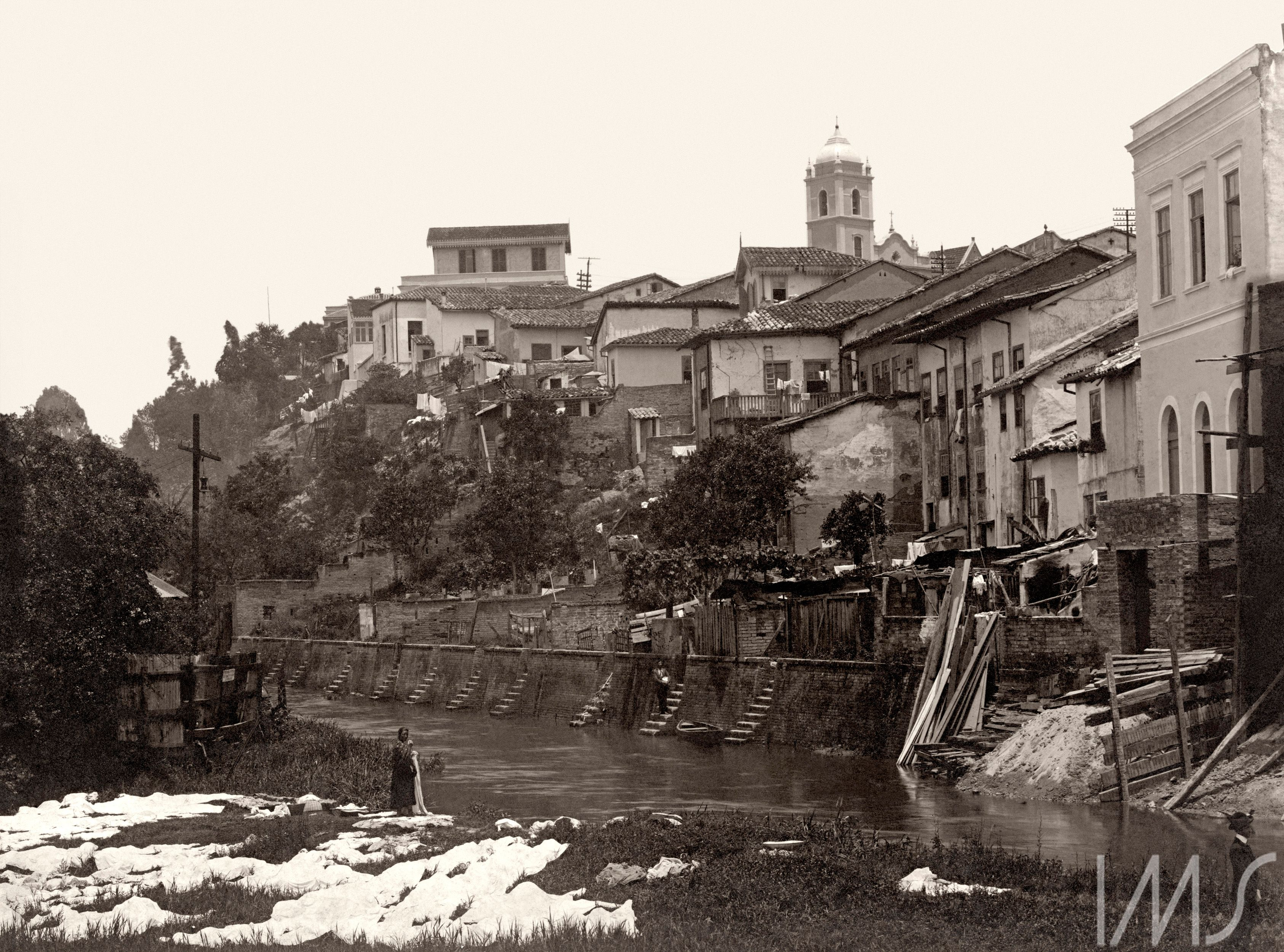
Lavadeira à margem do Tamanduateí na década de 1910